# Paajeeb Hacâstâmjävri
Pajebus Haattsastamjävri eller Hatstamjavri är en sjö i Finland. Den ligger i kommunen Enare i landskapet Lappland, i den norra delen av landet, 1 000 km norr om huvudstaden Helsingfors. Hatstamjavri ligger 230,1 meter över havet. Arean är 41,3 hektar och strandlinjen är 3,43 kilometer lång. Sjön  ingår i Neidenälvens huvudavrinningsområde.   Omgivningarna runt Pajebus Haattsastamjävri är i huvudsak ett öppet busklandskap.